# 勝田久
勝田 久（かつた ひさし、1927年〈昭和2年〉4月2日 - 2020年〈令和2年〉2月21日）は、日本の声優、俳優。東京都台東区根岸出身。最終所属はアーツビジョン。

## 経歴

### 生い立ち
東京都台東区根岸で育つ。
聖学院高等学校を卒業。無線電信講習所（現：電気通信大学）卒業。東宝演劇部、NHK東京放送劇団、森の会、プレーヤーズセンター、グループ・てえぶら（旧 - 東京タレントクラブ）、笹の会、りんどうプロ、俳協を経て、アーツビジョン所属。
幼少期から映画・演劇が好きであり、兄と共によく映画を観に行っていたという。その頃、毎月欠かさず、佐藤紅緑の『あゝ玉杯に花うけて』、大佛次郎の『鞍馬天狗』、江戸川乱歩の『少年探偵団』といった雑誌の連載小説を読んでおり、人物が前にいると得意になって演じてみせていた。第二次世界大戦中は、旧制中学4年生の時に学徒動員で陸軍の工場に勤務した。

### キャリア
戦後はラジオドラマの魅力に取り憑かれて、1946年に鎌倉アカデミア演劇科に入学して俳優の道を目指すようになる。同級生には前田武彦、いずみたくなどがいた。同時に夜間は、新協劇団研究所の研究生として新劇を学んだ。
1947年からは東宝の演劇部に所属するようになり、翌年の舞台『鐘の鳴る丘』に出演。この舞台で小山源喜から紹介されたNHK東京放送劇団の公募に合格。3期生として、名古屋章、高橋和枝らと養成所へ入所した。
1948年にNHKのラジオドラマ『水滸伝』の九紋竜史進役で声優デビュー。以後は、NHKの専属声優として数々のラジオドラマに出演。1954年からはNHKを退職して、フリーの声優として、民放のラジオ局にも活動の場を広げた。1955年に森の会を結成し、テレビでの活動も開始した。
1957年放送の海外ドラマ『海賊船サルタナ』で吹き替えの仕事を始め、1963年の『鉄腕アトム』からテレビアニメにも出演を開始。『鉄腕アトム』のお茶の水博士役は、ほぼ全作品で声を担当しており、自身の代表作となる。

### 晩年・死去
2009年の第3回声優アワードで、シナジー賞（『鉄腕アトム』）を受賞した。
2020年2月21日、老衰により東京都青梅市の病院で死去。92歳没。

## 人物・エピソード
ラジオドラマ時代からの声優の草分けとして活躍する傍ら、ナレーション業と共に、時折テレビドラマや映画に俳優として出演していた。
アニメでは博士、教師など人の上に立つ役柄を演じることが多かった。
思い出深い吹き替え作品に『サーフサイド6』と『じゃじゃ馬億万長者』を挙げている。
1980年代前半には、アニメ雑誌に声優関係の記事を連載し、声優入門書も執筆した。
後進の指導には熱心であり、素質を見出されて現在も活躍する声優は数知れない。俳協時代には附属養成所の講師、自身が運営する声優教室を経て、1982年から勝田声優学院学院長に就任。2015年3月、高齢のため思うように指導ができなくなったことを理由に勝田声優学院を閉校した。なお、学院の閉鎖前に体調を崩してしまったことがあったという。
4人の兄がおり、召集令状で軍隊に召集されて二等兵から訓練されたことがある。
田河水泡の漫画『のらくろ』のファンでもあった。
趣味はテニス、ゴルフ。

## 後任・代役
勝田の高齢に伴う降板および死後、持ち役を引き継いだ人物は以下の通り。
| 後任     | 役名               | 概要作品               | 後任の初担当作品               |
| -------- | ------------------ | ---------------------- | ------------------------------ |
| 中博史   | お茶の水博士       | 『鉄腕アトム』         | モーションコミック             |
| 伊井篤史 | お茶の水博士       | 『鉄腕アトム』         | テレビCM「グッドイヤータイヤ」 |
| 茶風林   | お茶の水博士       | 『鉄腕アトム』         | 『ネオアトム』                 |
| 水内清光 | ダニー・デヴィート | 『ゲット・ショーティ』 | 『Be Cool/ビー・クール』       |

## 出演

### テレビアニメ
1963年
- 鉄腕アトム (アニメ第1作)（お茶の水博士、研究室の電子計算機、よっぱらいの男、ナンバー6、アトムの父、ナレーション）
- エイトマン（首相）

1965年
- ジャングル大帝（1965年 - 1966年、マンディ） - 2シリーズ

1966年
- おそ松くん

1967年
- 悟空の大冒険（熊）
- パーマン（パパ）

1968年
- サスケ（ナレーター）
- 怪物くん（アニメ第1作）
- わんぱく探偵団（支配人、香月博士、杉本、秋山博士、船長、アナウンサー、黒川住職、黒木画伯、杉野博士、京極、村上教授、海賊トッド、浅野、サーカス団長、高森博士、せむし男、松本博士、警官、人形師、考吉里見、源太郎、神主）

1969年
- 海底少年マリン（ボス、部下A）
- どろろ（新助）
- 忍風カムイ外伝（庄屋）

1970年
- ばくはつ五郎（青空学園校長）
- マッハGoGoGo

1971年
- アニメンタリー 決断
- アンデルセン物語

1972年
- モンシェリCoCo（パパ）
- ルパン三世 (TV第1シリーズ)

1975年
- ドン・チャック物語（メエ先生〈初代〉）

1976年
- グロイザーX（飛島秀樹）
- 母をたずねて三千里（フォスコ）

1977年
- あらいぐまラスカル（デイビット）
- ジェッターマルス（川下博士）
- 超電磁マシーン ボルテスV（1977年 - 1978年、ダンゲ〈2代目〉）

1978年
- 闘将ダイモス（1978年 - 1979年、和泉博士、オルバン）
- 100万年地球の旅 バンダーブック
- 野球狂の詩（1978年 - 1979年、オーナー）

1979年
- 海底超特急マリン・エクスプレス（ナーゼンコップ）
- ベルサイユのばら
- ルパン三世 (TV第2シリーズ)

1980年
- フウムーン（お茶の水博士）
- 鉄腕アトム (アニメ第2作)（お茶の水博士）
- トム・ソーヤーの冒険（船長）

1981年
- 怪物くん（第2作）（ゴールドフンガー）

1983年
- キャッツ・アイ（竹岡館長）

1984年
- 牧場の少女カトリ（エリアス）

1985年
- 六三四の剣（上田先生）
- ルパン三世 PARTIII

1989年
- 手塚治虫物語 ぼくは孫悟空

1990年
- 三つ目がとおる（神主）

1991年
- 美味しんぼ（二木会長）
- RPG伝説ヘポイ（たくわん道人）

2000年
- 手塚治虫が消えた!? 20世紀最後の怪事件（お茶の水博士）

2003年
- アストロボーイ・鉄腕アトム（2003年 - 2004年、お茶の水博士）

### 劇場アニメ
- 鉄腕アトム 宇宙の勇者（1964年、お茶の水博士[33]）
- ジャングル大帝（1966年、マンディ[34]）
- 怪物くん デーモンの剣（1982年、悪魔塾学長）
- 銀河英雄伝説 新たなる戦いの序曲（1993年、シュタインホフ）
- 鉄腕アトム 〜青騎士の巻〜（1999年、お茶の水博士）

### OVA
- メガゾーン23（1985年、長官）
- 銀河英雄伝説（1989年、シュタインホフ）

### ゲーム
- ASTRO BOY 鉄腕アトム（2004年、お茶の水博士）
- スーパーロボット大戦A PORTABLE（2008年、オルバン大元帥）

### 吹き替え

#### 俳優
- ドナルド・プレザンス
  - ウルトラゾーン　シーズン1−4「人間電池」（ハロルド）
  - アガサ・クリスティー/サファリ殺人事件（ウォーグレイヴ判事）
  - エスピオナージ（エスカロン）
  - 大脱走（コリン・ブライス大尉）※フジテレビ放送版

- マーティン・バルサム 
  - 愛・限りなく〜ダウン症とたたかう母と子の愛（サム）
  - クイニー（マーティ）
  - ショーン・コネリー/盗聴作戦（トミー・ハスキンズ）

#### 映画
- アンドロメダ…（グライムズ〈リチャード・オブライエン〉）※テレビ朝日版
- 暗黒の恐怖（リー〈ジョン・シレッキー〉、スコット、ダニー、課長）
- 雨に唄えば（デクスター〈ダグラス・フォーリー〉）※フジテレビ版
- 悪のシンフォニー（ジェネラル・ドバイ〈ジャック・ホーキンス〉）
- 越境者（ブローカー〈サロ・ウルツィ〉）
- おかしなおかしなおかしな世界（マイヤー〈フィル・シルヴァース〉）
- 片腕カンフー対空とぶギロチン（躍馬次郎〈ロン・フェイ〉）
- 怪奇!血のしたたる家（チャールズ〈デンホルム・エリオット〉）
- 恐怖の岬 ※NET版
- 黒い絨毯（ボートの船長〈ロモ・ヴィンセント〉）
- 暗闇でドッキリ（フランソワ刑事〈アンドレ・マランヌ〉）
- グリーン・カード（マック〈ロバート・プロスキー〉）
- ゲット・ショーティ（マーティン・ウイア〈ダニー・デヴィート〉）
- 好敵手（キャプテン・ルーティング〈ハリィ・アンドリュース〉）
- コラプターズ（ジョニー〈ロバート・ロッジア〉）
- サーフサイド6（デーブ・ソーン〈リー・パターソン〉）
- 知りすぎていた男 ※テレビ東京版
- 頭上の敵機（クロウ少将〈ジョン・ラーキン〉）
- 西部の人（サム・ビースリー〈アーサー・オコンネル〉）
- 続・荒野の1ドル銀貨（保安官〈アントニオ・カサス〉）※TBS版
- ダーティハリー（フランク・ディジョルジョ刑事〈ジョン・ミッチャム〉）
- 打撃王（ルーの父〈ルドウィング・ストッセル〉）※NHK版
- ダラスの熱い日（ポーリッツ〈ギルバート・グリーン〉）
- 破壊!（カール・リッゾ〈アレン・ガーフィールド〉）
- ティファニーで朝食を ※フジテレビ版
- テキサスの五人の仲間（フリーソン〈ミルトン・セルツァー〉）
- テーブル・ロックの決闘（サム〈ポール・リチャード〉、ハンセン、馭者、医師）
- トイズ（オーウェン・オーウェンズ〈アーサー・マレット〉）
- トランザム7000VS激突パトカー軍団（ビッグ・イーノス〈パット・マコーミック〉） ※テレビ朝日版
- 博士の異常な愛情（フェイスマン〈ゴードン・タナー〉）※テレビ朝日版（デラックスエディションBlu-ray収録）
- 美貌の友（ジョージ〈ジョージ・サンダース〉）
- ベラクルス（マクシミリアン皇帝〈ジョージ・マクレディ〉）
- ボディガード（レイトン〈ダナ・エルカー〉）
- 冒険者たち（パイロット〈セルジュ・レジアニ〉）
- マッケンナの黄金 ※テレビ朝日版
- マーニー（シドニー・ストラット〈マーティン・ガベル〉）
- ミステリー61（ジョニー・ルッソ〈タイグ・アンドリュース〉）
- ミッドウェイ ※日本テレビ版
- 名馬フリッカ（ロブ〈ジーン・エヴァンス〉）
- ルーシー・ショー ジョン・ウェインと大西部劇（助監督〈ブライアン・オバイロン〉）
- 夜の大捜査線（スチュアート医師〈フレッド・スチュワート〉）※NET版（BD収録）

#### ドラマ
- アボンリーへの道（ガーニー・マクドナルド〈ジョン・ウィア〉）
- インディ・ジョーンズ/若き日の大冒険（ジョッフル）
- インベーダー シーズン2（ジェサップ〈ジーン・ハックマン〉）
- ER緊急救命室（ジム・マクナルティ〈エドワード・アズナー〉）
- ERIV緊急救命室（ダニエル〈ステファン・ギェラシュ〉）
- 宇宙大作戦（ロジャー・コービー博士〈マイケル・ストロング〉）※VHS版の追加収録部分も担当（DVDに収録）。
- 宇宙家族ロビンソン（宇宙鉱夫ネリム、ジェロミア・ブルガード・スミス大佐、騎士サグラモンテ、宇宙海賊アロンゾ）
- 奥さまは魔女（警官、飼育員 他）※第42・116・126・201話
- 狼女の香り（マクドネル）
- かわいい魔女ジニー
- 海賊船サルタナ（テンペスト船長〈初代〉〈ロバート・ショウ〉）
- 刑事マルティン・ベック（エイナール・ルン〈ホーカン・セルネル〉）
- 刑事コロンボシリーズ
  - パイルD-3の壁（ボー・ウィリアムソン〈フォレスト・タッカー〉）※VHS版の追加収録部分も担当（DVDに収録）。
  - 断たれた音（サリヴァン医師〈スチュアート・ニスベット〉）
- 激戦（カスキー軍曹〈ケネス・J・ウォーレン〉）
- コンバット!（マッコール上等兵、メイナード〈ウィリアム・ブライアント〉）
- ジェシカおばさんの事件簿シリーズ
  - わが心のオルゴール（ハワード・クレイン〈ローレンス・ラッキンビル〉）
  - 亡霊ビルを行く（ハンラティ〈バーニー・マーチン〉）
  - 停電は殺しのチャンス（カール〈マイケル・カラン〉）
  - 美女は湖底に沈む（ハワード・クレイン〈ローレンス・ラッキンビル〉)
- スパイ大作戦シリーズ
  - シーズン2 未亡人は二度生まれる（プレメル医師〈ジョージ・タイン〉）※VHS版の追加収録部分も担当（DVDに収録）。
  - シーズン3 独裁宣言（ベルグナー博士〈ジョージ・ゲインズ〉）
  - シーズン3 欺瞞作戦（骨董店店主）
- ピート・デュエル / 西部二人組（フィリップス〈ジーン・エヴァンス〉）
- 大草原の小さな家（バーナム〈アイボア・フランシス〉）
- 探偵ストレンジ　「ねらわれたハート事件」(セガルス<ケネス・グリフィス>)
- 探偵ハート&ハート
- 0011ナポレオン・ソロ 第11話（バイチェック〈アルバート・ポールセン〉）、第71話、第74話（ヘラー）
- 電撃スパイ作戦 #11（フォスター〈ジョフリー・チェイター〉）、#26（エミール・ボダー〈ポール・ハンサード〉）
- 逃亡者 #3（レスター検事）、#97（バーテンダー〈シドニー・クルート〉）、#111（フリッツ・トンプソン教授〈ウィリアム・ウィンダム〉）
- ドクター・ホイットマン（ドクター・バーナード・アルトマン〈ルーサー・アドラー〉）
- 特攻ギャリソン・ゴリラ　#11（コダッシュ〈エドゥアルド・チァネリ〉）
- ミステリーゾーン（ウィルバー〈ベン・ライト〉[35]、ファッツ〈ジョナサン・ウィンタース〉、ベター〈ドン・リックルズ〉[36]、ハーパー少尉〈アレキサンダー・スコーピィ〉[37]、エリック〈テリー・サバラス〉[38]）
- 特捜班CI-5（ハーン〈デヴィッド・デ・キーサー〉）
- ナイトライダー シーズン3 #10（アルマン・プレスラー〈バイロン・ウェブスター〉）
- パパは名ドライバー（クラウトソン）
- プリズナーNo.6「我らに自由を」（マネージャー〈ジョージ・ベンソン〉）
- フレンズ（ダニー・デヴィート〈本人〉）
- マニックス特捜網（ビュコラー保安官〈ダナ・エルカー〉）

#### 人形劇
- サンダーバード（ワレン・グラフトン）

### 特撮
- 円盤戦争バンキッド（東山鉄造） ※第6話に顔出し出演
- 人造人間キカイダー（カーマインスパイダーの声、第4話ではアナウンサー役で顔出し出演）
- 超人バロム・1（サソリルゲの声、クビゲルゲの声）

### 人形劇
- シルエット劇「奇巖城」（1953年）
- 西遊記「あやつり人形」（1953年） - 八戒
- 伊賀の影丸（1963年）
- マペット・ショー（1981年）

### CD
- 勝田久の声優入門講座〜発音からアクセント、調音、ういろう売りまで〜
- 鉄腕アトム ベスト・セレクション 宇宙編（お茶の水博士）
- ジェッターマルス オリジナル・サウンドトラック（川下博士）

### ラジオドラマ
- 鐘の鳴る丘（1947年）
- 向う三件両隣り（1947年）
- 水滸伝（1948年） - 九紋竜史進
- 新諸国物語（1952年、NHKラジオ）
- ゴジラの逆襲（1955年） - 池田隊員
- ラジオ東京 マナスルの凱歌（1956年） - 詩の朗読
- 少年探偵団（1956年〜1957年） - 明智小五郎
- クイズ午後三時 名作クイズ（1959年、文化放送）
- 緑のコタン（1962年） - 土方歳三
- オールナイトニッポン さらば宇宙戦艦ヤマト（1977年） - アンドロメダ艦長、地球防衛軍幕僚
- NHK FMシアター ガラスの地球を救え〜手塚治虫のラストメッセージ（2000年） - お茶の水博士

### テレビドラマ
- 大江戸風流男 恋さま罷り通る（日本テレビ）
- 講道館物語（1953年、日本テレビ） - 西郷四郎
- 日真名氏飛び出す（1955年、ラジオ東京テレビ）
- ぼんぼん頑張る（1956年、ラジオ東京テレビ）
- 処女連祷（1958年、日本テレビ）
- 太閤記 藤吉郎編（1959年、日本テレビ） - 徳川家康
- これが真実だ（フジテレビ）
  - 第16話「雪の朝 2.26事件のかげに」（1960年）
  - 第24話「懲罰召集　一新聞記者の場合」（1960年）
  - 第48話「山城屋和助切腹事件」（1960年）
  - 第51話「千利休」（1961年）
- シャープ火曜劇場「雲ながるる果てに」（1960年、フジテレビ）
- 水曜ゴールデン 源氏物語「空蝉」（1960年、日本テレビ）
- 廻れ人生 第29話「遭難」（1960年、日本テレビ）
- NECサンデー劇場「クリミヤの灯は消えず」（1961年、NET）
- アテンションプリーズ 第26話（1970年、TBS）
- 天皇の世紀 第13回（最終話）「壊滅」（1971年、朝日放送 ※当時TBS系） - 宇都宮藩家老・県勇記
- 男の償い（1972年、フジテレビ）
- ライオン奥様劇場（フジテレビ）
  - 「ガラスの階段」（1972年） - 桜井
  - 「男の償い」（1972年） - 医師
  - 「徳川の夫人たち」（1974年） - 松平伊豆守
- 火曜劇場 雪舞（1974年、日本テレビ）
- 華麗なる一族（1974年、NET）
- 6羽のかもめ 第21話「恋はすまじ」（1974年、フジテレビ）
- おんな浮世絵・紅之介参る! 第20話「辻斬り浪人」（1975年、日本テレビ）
- 痛快!河内山宗俊（1975年、フジテレビ） - ナレーター
- 花くらべ（1975年、東海テレビ ※フジテレビ系） - TVアナウンサー
- 明治の群像 海に火輪を「小村寿太郎」（1976年、NHK特集） - 河上謹一
- 新・二人の事件簿 暁に駆ける 第20話「わる学生・完全な遊戯」（1976年、NET）
- 大都会シリーズ（日本テレビ）
  - 大都会 闘いの日々 第22話「スター」（1976年）- ラジオ局製作部長
  - 大都会 PARTII 第34話「野獣を撃て」（1977年） - 医師
- 新西洋事情2「地中海の旅波高し」（1977年2月24日、NHK特集）
- 海峡物語 第10話（1977年、テレビ朝日）
- 金曜ドラマ「光る崖」 第11話（1977年、TBS）
- 気まぐれ天使 第42話「ゴール前の混戦」（1977年、日本テレビ）
- 新五捕物帳 第3回「江戸の花 夢の初恋」（1977年、日本テレビ）
- あにき 第11話（1977年、TBS） - 医者
- 赤い絆 第13話「引き裂かれた二人の夜」（1977年、TBS）
- 男と女のミステリー「飢餓海峡」 第6話（1978年、フジテレビ）
- 七人の刑事 第4話「ひとりぼっちのビートルズ」（1978年、TBS）
- あさひが丘の大統領 第14話「あいつだって淋しいんだよ!!」（1979年、日本テレビ）
- 不毛地帯（1979年、毎日放送版 ※TBS系） - TVキャスター
- 鉄道公安官 第21話「秋芳洞に消えた女」（1979年、テレビ朝日） - 国鉄幹部
- 噂の刑事トミーとマツ（TBS）
  - 第1シリーズ 第8話「きまった!トミーの投げ銭」（1979年） - 柿沼営業部長
  - 第2シリーズ 第5話「トミマツの阿波踊り! 爆弾魔のふざけた命令」（1982年）
- 土曜ワイド劇場（テレビ朝日）
  - 「帝銀事件 大量殺人・獄中32年の死刑囚」（1980年1月26日）
  - 「逆転誘拐 ひとり息子の身代金 ママ助けて!ぼくの命はあと4分」（1982年6月12日）
- 赤い魂 第1話「津軽海峡・奇しき出会い」（1980年、TBS） - 裁判長
- 大捜査線 第1話「撃て加納明」（1980年1月10日、フジテレビ） - 銀行の関総務部長
- Gメン'75 第277回「大暴走!ガソリンタンクローリー」（1980年、TBS）− 営業部長（大友銀行本店）
- 西部警察 PART-I 第23回 「トリック・プレー」（1980年、テレビ朝日） - 銀行支店長 宮坂
- 火曜サスペンス劇場 「死を抱く女 新婚初夜突然夫が死んだ!」（1982年4月27日、日本テレビ）
- 太陽にほえろ!（日本テレビ / 東宝）
  - 第467話「スコッチ非情」（1981年） - 森本経理部長
  - 第564話「夏の別れ」（1983年） - 祐子の父

### 映画
- ドクトル・チエコの性と愛のシリーズ（1972年、日活）
  - 「愛のカルテ」（8月5日）
  - 「妊娠中絶」（5月27日）
- 暮らしの中の敬語（1977年、学研）
- 鎌倉アカデミア 青の時代（2017年5月20日 - 26日） - インタビュー出演

### ドキュメンタリー
- 青春の日本列島（1977年、東京12チャンネル）
- 政府之ヲ管掌ス 知られざるラジオ時代（1980年、NHK）

### ナレーション
- これが世界の心霊だ（フジテレビ）
- 痛快!河内山宗俊（フジテレビ）
- 座頭市物語（フジテレビ）

### その他コンテンツ
- 大胆MAP 「人気アニメキャラクターの声をやってる人 全部見せます!ベスト20」（2008年1月27日）※「鉄腕アトム」のお茶の水博士役として出演。
- 超える!テレビ（お茶の水博士）
- 素敵な宇宙船地球号（お茶の水博士の声）
- 三井海上CM（お茶の水博士の声、出演・橋爪功、1991年）
- QUIT（笑い声、平沢進のアルバム「サイエンスの幽霊」収録、1990年）

## 書籍
- 声優への道（国立国会図書館、1978年発売）
- 見えない主役 声優のすべて（出版：集英社、1979年発売）
- 昭和声優列伝 テレビ草創期を声でささえた名優たち（出版：駒草出版、2017年2月22日発売）